# Анцано ди Пуља
Анцано ди Пуља (итал. Anzano di Puglia) је насеље у Италији у округу Фођа, региону Апулија.
Према процени из 2011. у насељу је живело 1343 становника. Насеље се налази на надморској висини од 792 м.

## Становништво
Према резултатима пописа становништва 2011. у општини је живело 1.617 становника.
| 1931. | 1936. | 1951. | 1961. | 1971. | 1981. | 1991. | 2001. | 2011. |
| ----- | ----- | ----- | ----- | ----- | ----- | ----- | ----- | ----- |
| 3.110 | 3.308 | 3.550 | 3.163 | 2.631 | 2.366 | 2.365 | 2.239 | 1.617 |